# Onthophagus fasciatus
Onthophagus fasciatus är en skalbaggsart som beskrevs av Antoine Boucomont 1914. Onthophagus fasciatus ingår i släktet Onthophagus och familjen bladhorningar. Inga underarter finns listade i Catalogue of Life.